# Festuca gracilior
Festuca gracilior är en gräsart som först beskrevs av Eduard Hackel, och fick sitt nu gällande namn av Markgr.-dann. Festuca gracilior ingår i släktet svinglar, och familjen gräs. Inga underarter finns listade i Catalogue of Life.